# Карахафу
Карахафу (яп. 唐破風) — стиль оформления фронтона (щипца крыши), распространённый в традиционной японской архитектуре, включая японские замки, буддийские храмы и синтоистские святилища. Характерным элементом архитектурной формы карахафу является волнообразная линия сверху. В качестве покрытий использовались разнообразные кровельные материалы, такие как черепица и кора.

## История

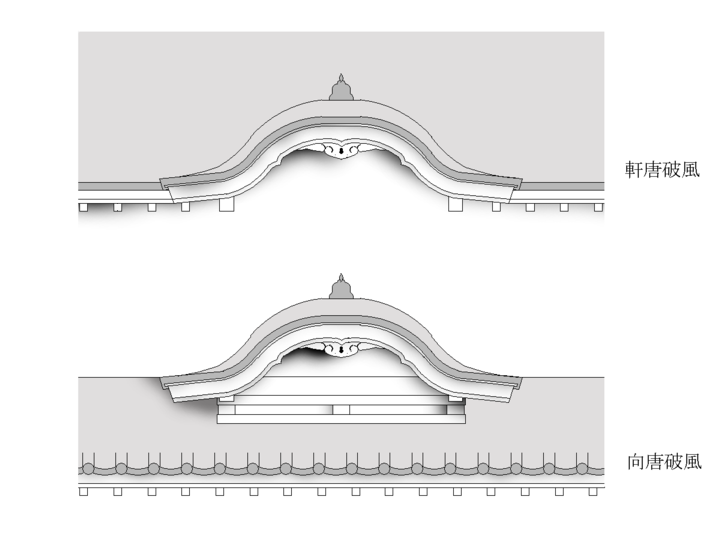
Карахафу на чертеже

Хотя кара (яп. 唐) можно перевести как «Китай», этот тип кровли с волнистыми краями крыши является изобретением поздних японских плотников в период Хэйан. Этот архитектурный стиль назван так, потому что слово кара также может означать «благородный» или «элегантный» и часто добавляется к названиям объектов, которые считаются большими или сложными. Стиль карахафу в период Хэйан использовался для украшения дверей, прихожих и паланкинов.
Стиль карахафу становился всё более популярным в периоды Камакура и Муромати, когда в Японию пришла новая волна влияния с азиатского континента. В период Камакура по Японии распространился дзен-буддизм, и стиль карахафу нашёл применение при строительстве многих дзенских храмах.
Первоначально, карахафу использовался только для аристократических храмов и усадеб, но с начала периода Адзути-Момояма он стал важным архитектурным элементом в строительстве домов и замков даймё. При строительстве главных ворот — карамон, предназначавшихся для торжественного входа сёгуна во время его посещений, или для приёма императора в учреждениях сёгуната, украшались в стиле карахафу.
Ворота с крышей в стиле карахафу впоследствии стали средством провозглашения торжественности и значимости всей постройки и стали использоваться в качестве символа, как в религиозной, так и в светской архитектуре. Во время сёгуната Токугава карамоны в стиле карахафу являлись мощным символом власти.

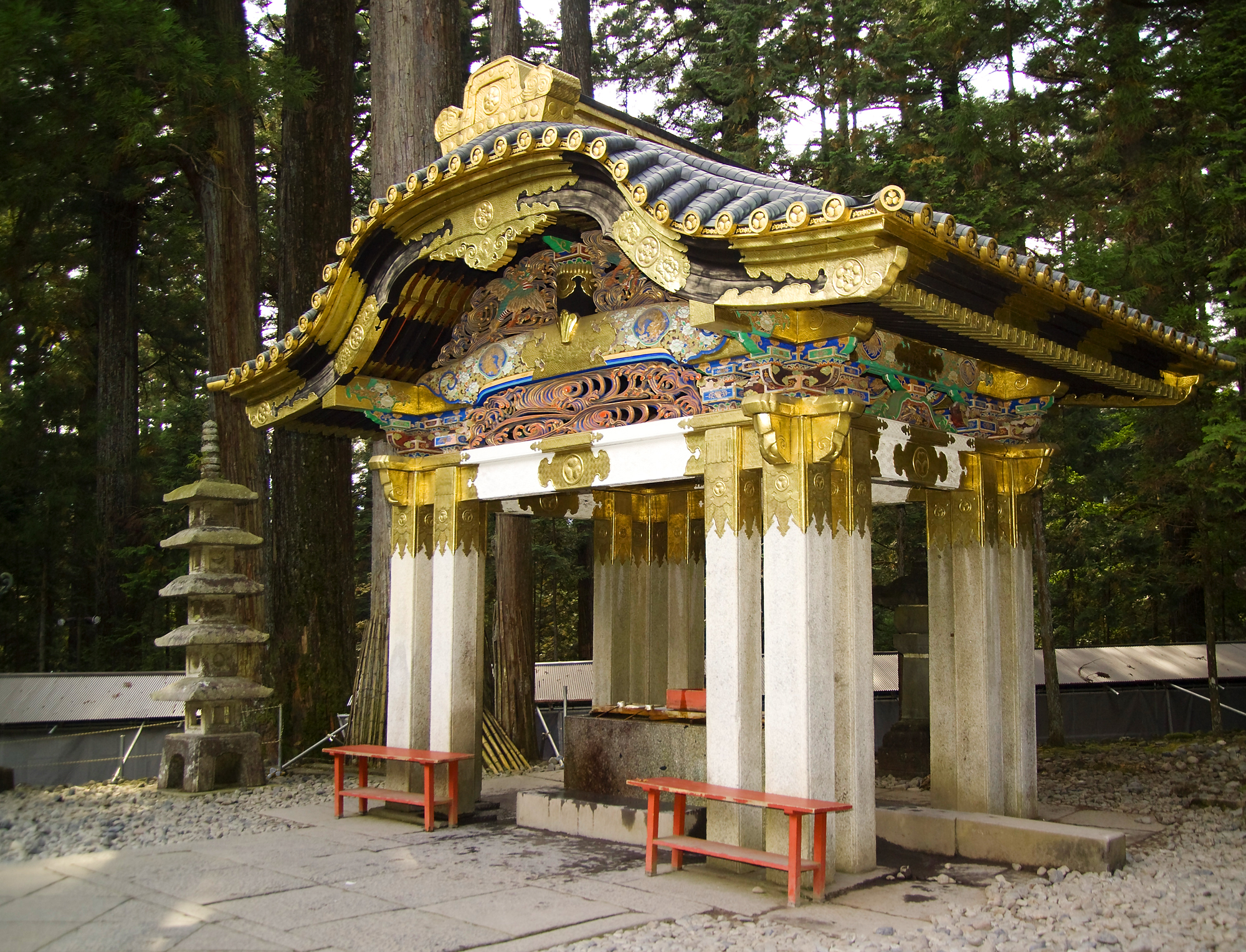
Стиль карахафу павильона в храме Никко Тосё-гу
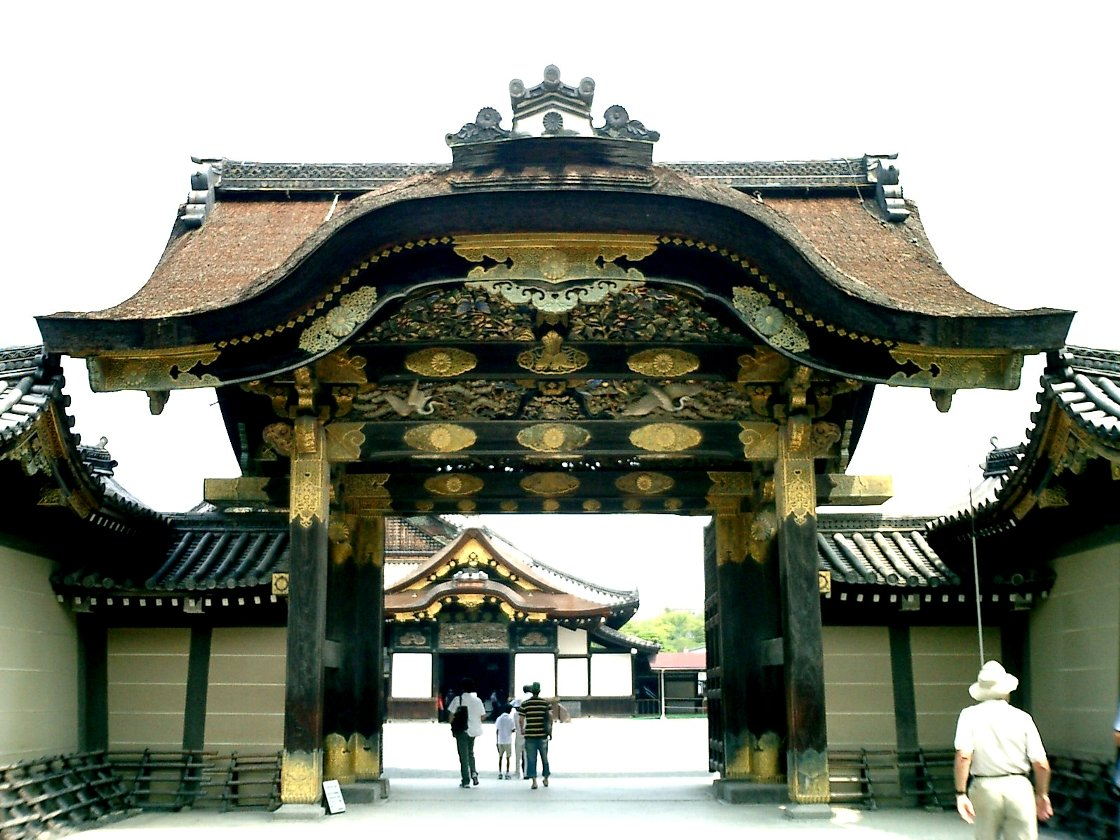
Ворота Карамон в замке Нидзё
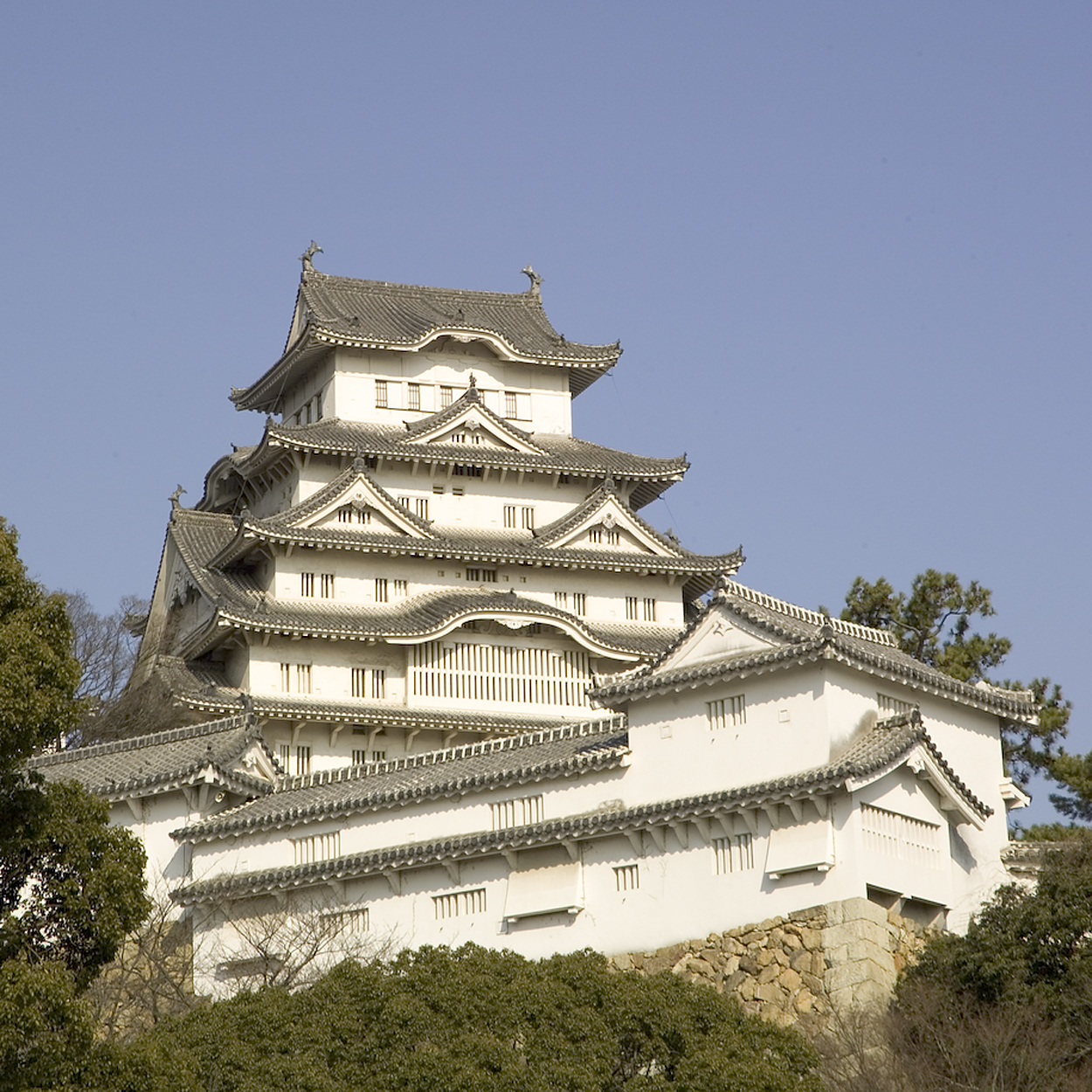
Три фронтона карахафу в замке Химедзи
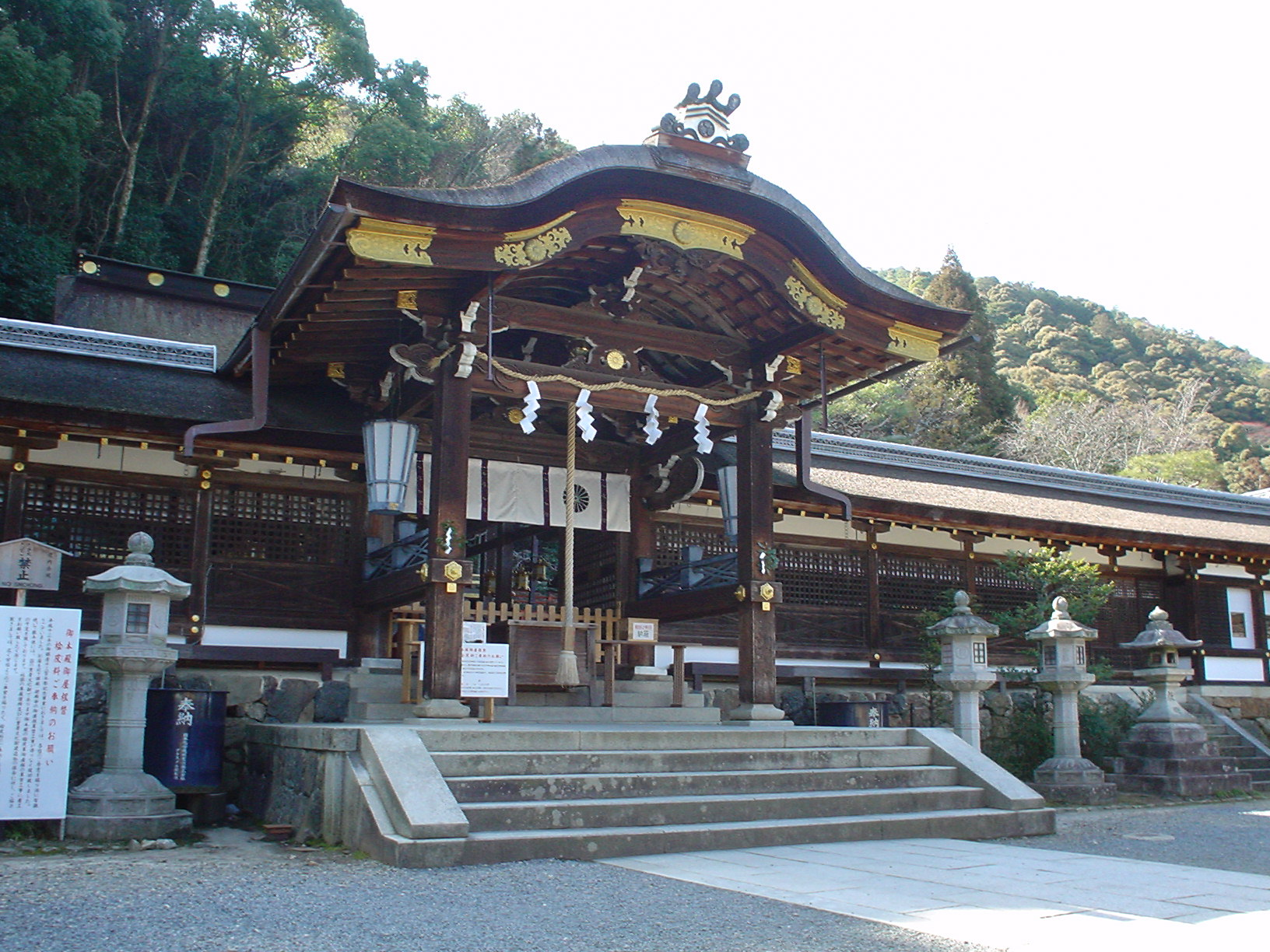
Мацуноо-тайся
Замок Сюри